# أندريه تاران
أندريه فاسيلوفيج تاران (بالأوكرانية: Андрій Васильович Таран) عسكري أوكراني ولد في (4 مارس 1955 في مدينة فرانكفورت، ألمانيا) وزير الدفاع في أوكرانيا تم تعيينه منذ (4 مارس 2020)

## الحياة المهنية
- ولد في (4 مارس 1955) في فرانكفورت، ألمانيا، لعائلة عسكرية تخدم في جيش الاتحاد السوفياتي.
- تخرج في السبعينيات من الهندسة المدفعية. التابعة لقوات الدفاع الجوي لاتحاد الجمهوريات الاشتراكية السوفياتية، خدم في جيش الاتحاد السوفياتي.
- في 1980، تخرج من أكاديمية الدفاع الجوي للقوات الجوية في كييف بشهادة في الإدارة القتالية. كما تلقى تدريبًا في معهد تاراس شيفتشينكو الوطني للعلاقات الدولية، والسلك الدبلوماسي، يجيد اللغة (الإنجليزية والروسية والأوكرانية)[3]
- 1995-1996 - درس في جامعة الدفاع الوطني الأمريكية في واشنطن العاصمة، حيث حصل على درجة الماجستير في إستراتيجية الموارد الوطنية